# Stanislav Plzák
Stanislav Plzák (13. listopadu 1914 Plzeň – 8. srpna 1941) byl československý válečný letec (letecké eso), příslušník československé zahraniční armády ve 2. světové válce, plukovník československé armády in memoriam.

## Život
Byl členem plzeňského aeroklubu, na letišti Plzeň-Bory získal základní pilotní výcvik. Absolvoval leteckou školu v Prostějově (1932-1934). Dne 1. srpna 1934 se stal příslušníkem československého vojenského letectva a byl zařazen k 1. leteckému pluku v Praze-Kbelích. Dne 15. února 1938 byl převelen k 4. leteckému pluku a 30. června 1938 k 32. stíhací peruti téhož pluku, vybavené jednomotorovými stíhacími dvouplošníky Avia B-534.
Po německé okupaci Čech, Moravy a Slezska uprchl dne 8. června 1939 do Polska, odtud se dostal do Francie, odkud měl být poslán na základnu cizinecké legie v Alžíru. Vzhledem k tomu, že Francie vstoupila do války, byl dne 11. září 1939 poslán Ecole de Pilotage v Avordu k přeškolení na francouzská letadla. Další výcvik absolvoval v Chartres (od 16. ledna 1940). V bojovém nasazení byl od 17. května 1940 a dne 1. června 1940 se podílel na zničení bombardéru Heinkel He 111 a dne 5. června 1940 se podílel na zničení dvou stíhaček Messerschmitt Bf 109.
Po obsazení Francie německou armádou se dostal do Velké Británie. Krátce byl příslušníkem 310. československé stíhací peruti RAF v Duxfordu (od 25. července 1940). Dne 27. srpna 1940 byl (vzhledem k nadbytku pilotů u 310. peruti) převelen k 19. britské stíhací peruti na letišti ve Fowlmere. Dne 4. září 1940 pravděpodobně sestřelil stíhačku Messerschmitt Bf 109 (Me 109), dne 5. září sestřelil další stíhačku Me 109, dne 18. září sestřelil bombardér Junkers Ju 88 Ju 88, dne 27. září sestřelil stíhačku Me 109 a dne 15. listopadu sestřelil stíhačku Me110. Dne 28. listopadu 1940 byl jeho letoun sestřelen německou stíhačkou Me109, ale nebyl zraněn. Dne 27. června 1941 poškodil německou stíhačku Me109. Dne 7. srpna 1941 pilotoval stíhačku Spitfire a formace. ve které letěl, byla napadena německými stíhačkami Me 109, Plzákův Spitfire byl sestřelen, pravděpodobně se zřítil do Lamanšského průlivu. Plzákovo tělo se nikdy nenašlo.

## Vyznamenání
- Československý válečný kříž 1939 (3x)
- Československá medaile Za chrabrost před nepřítelem
- Československá medaile za zásluhy I. stupně
- Pamětní medaile československé armády v zahraničí se štítky Francie a Velká Británie
- Croix de Guerre avec deux palmes et etoile de vermeil
- The 1939–1945 Star with Battle of Britain Clasp
- Evropská hvězda leteckých osádek (anglicky Air Crew Europe Star)
- Britská medaile Za obranu